# Fontana di Piazza Mastai
Fontana di Piazza Mastai, även benämnd Fontana di Pio IX in Piazza Mastai, är en fontän på Piazza Mastai i Rione Trastevere i Rom. Fontänen beställdes av påve Pius IX (Giovanni Maria Mastai Ferretti) och utfördes av arkitekten Andrea Busiri Vici år 1865. Fontänen förses med vatten från Acqua Paola.

## Beskrivning
Arkitekten Andrea Busiri Vici fick i uppdrag av påve Pius IX att systematisera Piazza Mastai i Trastevere och designa en fontän. Busiri Vici lät sig inspireras av Giacomo della Portas fontäner från slutet av 1500-talet. Brunnskaret är oktagonalt och pryds av påve Pius IX:s vapen. Det översta vattenfatet bärs upp av fyra putti, medan det nedre bärs upp av fyra delfiner. Detta fat är dekorerat med fyra lejonhuvuden, ur vars munnar vattnet rinner.

## Bilder
| - Fontänen framför Palazzo della Manifattura Pontificia dei Tabacchi. - Påve Pius IX:s vapen. |